# Alfeo (divinità)

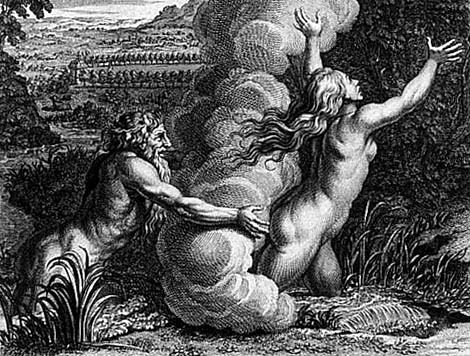
Alfeo tenta di possedere Aretusa

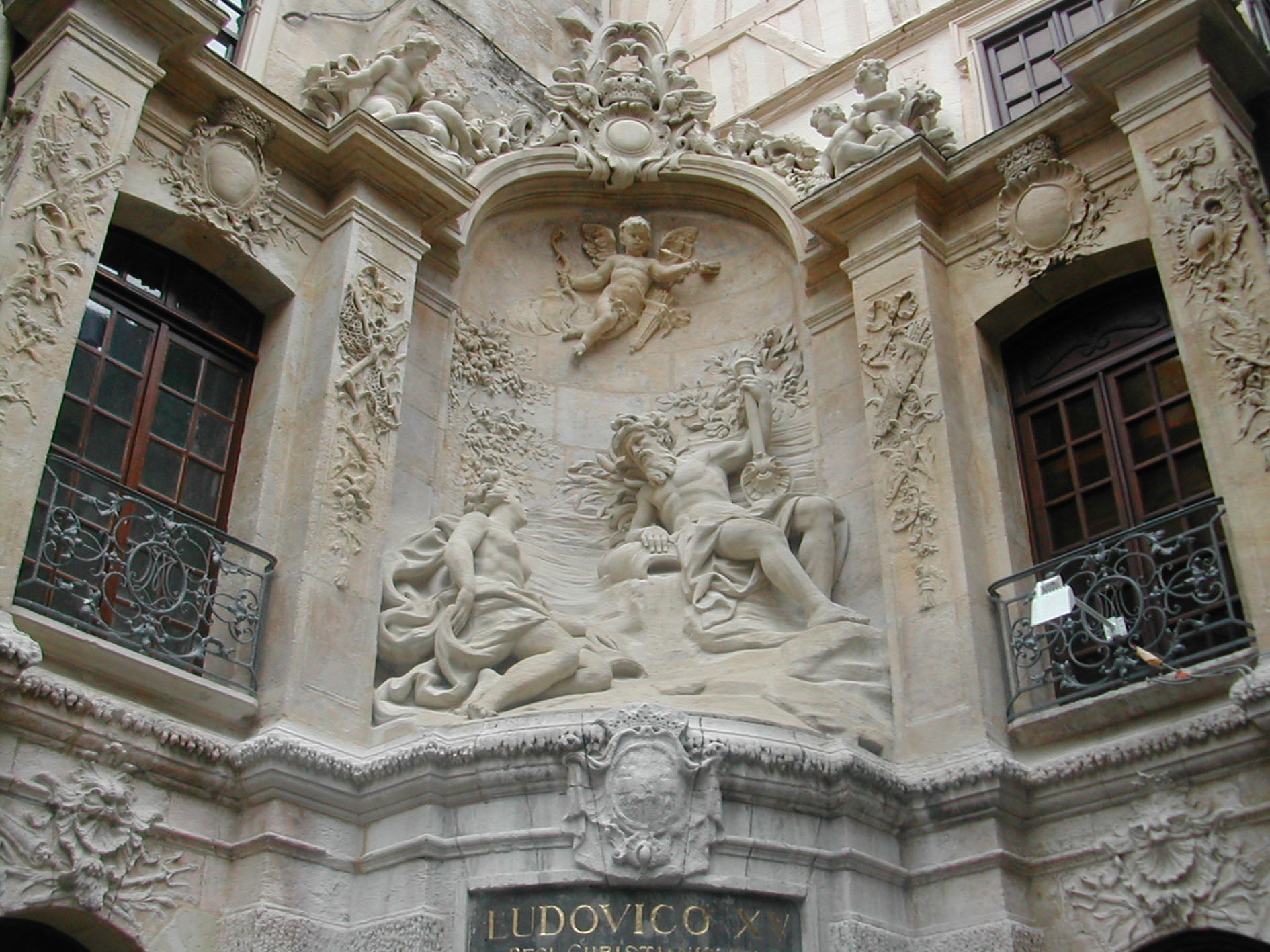
la Storia di Alfeo e Aretusa sulla fontana rococò del Gros-Horloge di Rouen.

Alfeo (in greco antico: Ἀλφειός) è una divinità fluviale della mitologia greca, uno dei Potamoi, i numerosi figli del dio Oceano. È la personificazione del fiume omonimo, il maggiore del Peloponneso, che scorre nei pressi della città di Olimpia in Grecia.

## Il mito
La ninfa Aretusa, di cui Alfeo era innamorato, per sottrarsi al suo corteggiamento fuggì in Sicilia, dove, grazie ad Artemide, si trasformò in fonte.
Il dio, innamorato, al fine di ritornare da lei, pregò Zeus di cambiare il corso del fiume di cui era padrone. Zeus impietosito da Alfeo gli permise di deviare il suo corso passando sotto le acque del mar Ionio per sfociare appunto nei pressi di Siracusa, nell'isola di Ortigia dove avrebbe incontrato di nuovo la ninfa Aretusa.
La deviazione del fiume Alfeo ricorre anche nella quinta delle dodici fatiche di Eracle, quella delle stalle di Augia.

## Interpretazione e realtà storica
Tale leggenda si riferisce alla caratteristica principale del fiume Alfeo di scorrere quasi interamente sottoterra.

### Fonti
- Strabone, 6, 270.
- Ovidio, Metamorfosi 5.
- Virgilio, Eneide 3, 692-696

### Moderna
- Anna Ferrari, Dizionario di mitologia, Litopres, UTET, 2006, ISBN 88-02-07481-X.
- Anna Maria Carassiti, Dizionario di mitologia classica, Roma, Newton, 2005, ISBN 88-8289-539-4.